# Leptanthura minuta
Leptanthura minuta är en kräftdjursart som beskrevs av Brian Frederick Kensley 1978. Leptanthura minuta ingår i släktet Leptanthura och familjen Leptanthuridae. Inga underarter finns listade i Catalogue of Life.